# Federación Obrera Regional Argentina

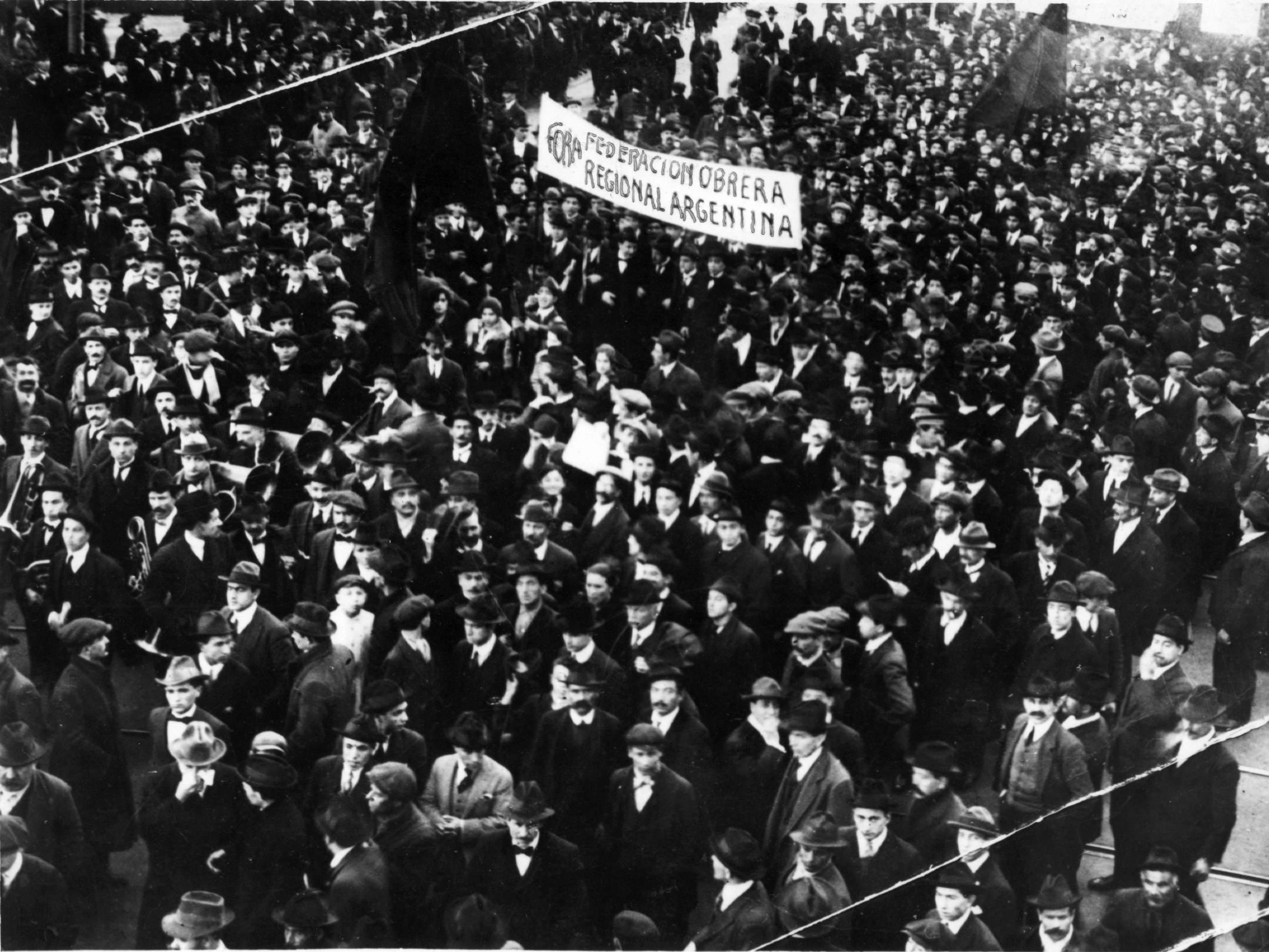
Manifestazione della FORA (1915)

La Federación Obrera Regional Argentina (FORA) è una federazione operaia argentina fondata il 25 maggio del 1901 con il nome di Federación Obrera Argentina e chiamatasi FORA a partire dal suo quarto congresso svoltosi nell'agosto del 1904.
La FORA non è strettamente un'organizzazione anarcosindacalista, in quanto anche se costituita da gruppi organizzati di lavoratori non ha le caratteristiche generali di un'organizzazione propriamente sindacale. Si definisce come un'espressione del sindacalismo militante, con una chiaro riconoscimento nei principi e nelle finalità dell'anarchismo.

## Storia
Un ruolo importante nella nascita della FORA lo ebbe l'anarchico italiano Pietro Gori che, durante un suo viaggio in Argentina nel 1898, condusse una intensa campagna per indurre gli anarchici a sostenere la creazione di un sindacato nazionale con posizioni anti-riformiste. Nel 1901 la maggior parte dei sindacati si riunirono costituendo la Federación Obrera Regional Argentina che, a partire dall'anno successivo, diresse un numero crescente di scioperi. Nel 1902 i socialisti crearono un sindacato rivale denominato Unión General de Trabajadores (UGT)
Nel quinto congresso del sindacato (Buenos Aires,agosto 1905) venne approvata una risoluzione a favore del Comunismo libertario, mentre venne respinta la proposta di una fusione con la UGT.
La manifestazione del primo maggio 1909 nella capitale venne repressa con violenza dalla polizia e si ebbero numerose vittime.
Nel 1920 il sindacato giunse ad avere oltre 500.000 iscritti.
Tra gli scioperi di maggior rilievo vanno ricordati, nel 1919-1920, quelli dei lavoratori de La Forestal, che si conclusero con il massacro di circa 600 operai.

## Attualità
A partire dagli anni 60 si ricostruì la FORA, organizzata in Sociedades de Resistencia de Oficios Varios (Società di Resistenze di Professioni Vari). Aderisce alla Asociación Internacional de los Trabajadores (AIT) come sezione argentina dal 1922.
Durante la crisi economica e sociale argentina che iniziò nel 1999, crebbe in numero di militanti e simpatizzanti.